# Witterda
Witterda är en kommun och ort i Landkreis Sömmerda i förbundslandet Thüringen i Tyskland.
Kommunen ingår i förvaltningsgemenskapen Elxleben tillsammans med kommunen Elxleben.